# Pierre Paul Prud'hon

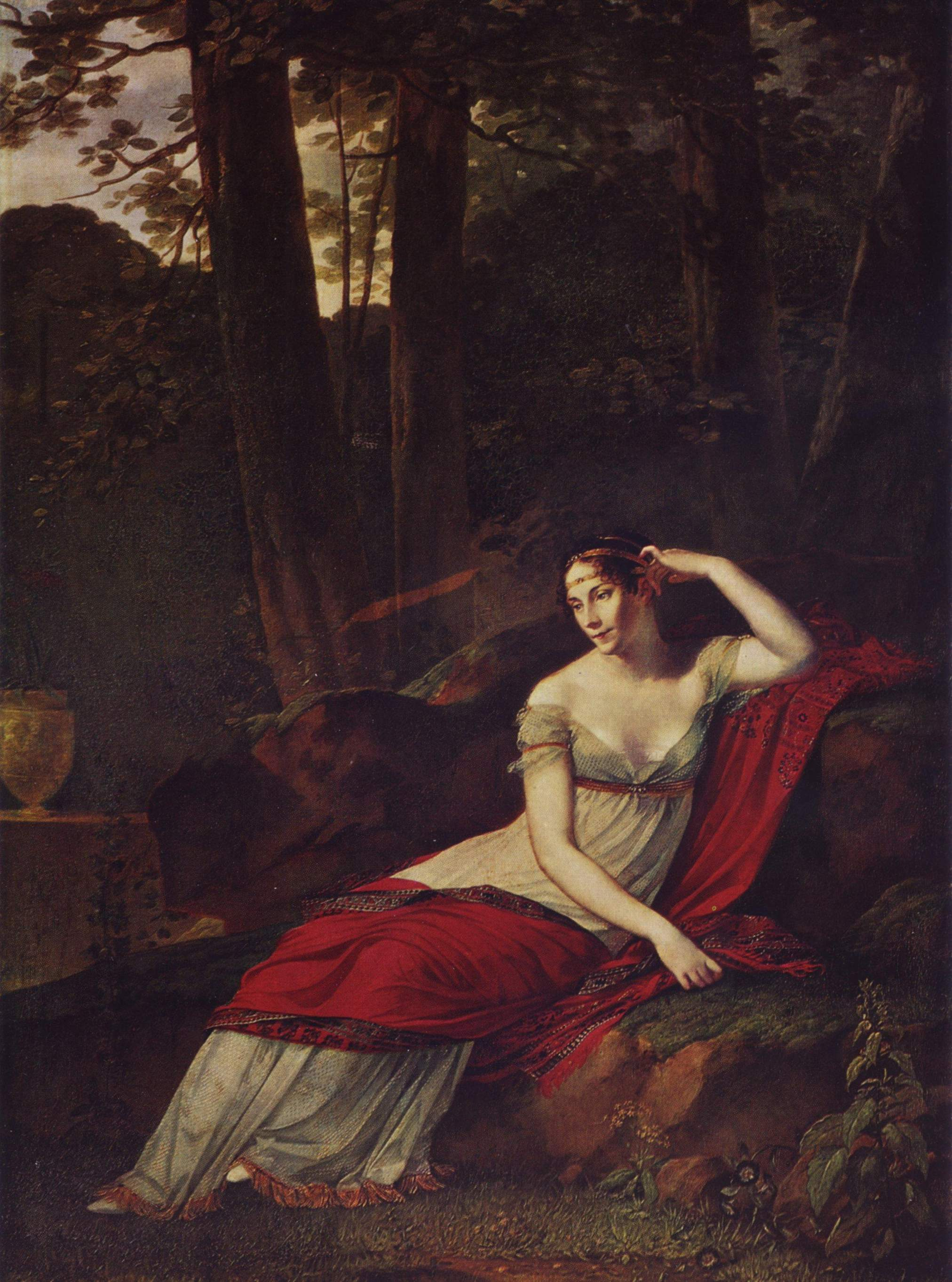
Pierre Paul Prud'hon – ”Joséphine i Maisons trädgård” (1805). Louvren, Paris.

Pierre Paul Prud'hon, född 4 april 1758 i Cluny, död 14 februari 1823 i Paris, var en fransk målare.
Prud'hons målningar och porträtt är utförda i en mjuk, romantisk och allegorisk stil. Han blev teckningslärare till och hovmålare hos Napoleon I:s gemål Joséphine de Beauharnais. Bland hans mest kända målningar märks Joséphine i Maisons trädgård och Psyches bortförande.
1784 vann han "Prix de Rome" och begav sig till Italien, men i motsats till sin samtida Jacques-Louis David förblev han opåverkad av "modetrenden" nyklassicism.